# Jan Adamczewski
Jan Adamczewski (1 tháng 12 năm 1923 tại Poznań – 23 tháng 2 năm 1997 tại Kraków) là một nhà báo, nhà văn và nhà yêu nước người Ba Lan.
Ông là thành viên và chủ tịch danh dự của Hiệp hội Nhà văn Ba Lan. Ông đã viết sách về Kraków, quảng bá Krakow và lịch sử của thành phố này, và thúc đẩy việc khôi phục các di tích của thành phố. Ông đã nhận được giải thưởng sách Krakow của tháng vào tháng 11 năm 1996 cho Małą Encyklopedię Krakowa (Bách khoa toàn thư nhỏ về Krakow). Năm 1973, ông được trao tặng Thập tự Hiệp sĩ của Huân chương Hồi sinh Ba Lan. Ông được chôn cất tại Nghĩa trang Rakowicki.
Ông đã kết hôn với Teresa Stanisławska-Adamczewska.

## Ấn phẩm
- Nie od razu Kraków rozkopano (1963)
- Tajemnice starego Krakowa (1965)
- Z latem na ty (1965) (minh họa bởi Andrzej Czeczot)
- W starym Krakowie (1968)
- Mikołaj Kopernik i jego epoka (1972)
- Polskie miasta Kopernika (1972)
- Jesteśmy w Krakowie (1973) (minh họa bởi Tadeusz Jackowski)
- SOS dla Krakowa (1977)
- Ech, mój Krakowie (1980)
- Kraków od A do Z (1981)
- Legendy starego Krakowa (1985)
- Kraków osobliwy (1988)
- Rody krakowskie (1994)
- Mała encyklopedia Krakowa (1996)
- Kraków 1000–2000: przewodnik (1997)
- Opowieści starego Krakowa (1998)
- Kraków, ulica imienia... (2000, đồng tác giả: Teresa Stanisławska-Adamczewska)